# Olusoji Fasuba
Olusoji Adetokunbo Fasuba, född 9 juli 1984, är en nigeriansk friidrottare (sprinter).
Fasuba är en sprinter som gjort bäst ifrån sig på de riktigt korta sprintdistanserna (60 meter inomhus och 100 meter utomhus), medan framgångarna uteblivit på längre distanser (som 200 meter). Fasubas främsta meriter är två guld på 100 meter från Afrikanska mästerskapen och ett VM-guld på 60 meter. Därtill är han afrikansk rekordhållare på 100 meter.

## Karriär
Fasuba deltog i Nigerias stafettlag som blev fyra på 4 x 100 meter vid VM i friidrott 2003. Samma år vann han guld på 100 meter vid Afro-asiatiska. Vid det mästerskapet var han även med i stafettlaget som vann silver.
Vid Afrikanska mästerskapen 2004 vann Fasuba 100 meter i överlägsen stil på tiden 10,21, före Burkina Fasos Idrissa Sanou (10,37) och Gambias (sedermera norsk medborgare) Jaysuma Saidy Ndure (10,43). Fasuba ingick även i det nigeriska stafettlaget som vann 4 x 100 meter (på segertiden 38,91) före Sydafrika (39,59) och Kamerun (39,87). Senare samma år ingick Fasuba som slutman i det nigeriska stafettlaget som vann brons i OS i Aten över 4 x 100 meter på tiden 38,23. Övriga lagmedlemmar var Deji Aliu, Aaron Egbele och Uchenna Emedolu. Marginalen ned till fjärdeplacerade Japan var 13 femtiondelar, medan avståndet upp till segraren Storbritannien (37,07) och silvermedaljören USA (38,08) var stort. I VM 2005 blev Fasuba femma i 100-metersfinalen.
Fasuba blev silvermedaljör på 100 meter vid Samväldesspelen 2006 med tiden 10,11, slagen endast av Jamaicas Asafa Powell (10,03). Vid Afrikanska mästerskapen samma år försvarade Fasuba sin 100-meterstitel efter att ha vunnit finalen på tiden 10,37, strax före landsmannen Emedolu (10,44). Vid Osaka-VM 2007 blev Fasuba fyra på 100 meter med tiden 10,07, väl distanserad av medaljörerna Tyson Gay (9,85), Derrick Atkins (9,91) och Asafa Powell (9,96). Vid Inomhusvärldsmästerskapen i friidrott 2008 vann Fasuba äntligen sin första världsomspännande titel efter att ha noterat 6,51 på 60 meter (silvermedaljörerna Dwain Chambers och Kim Collins noterade båda 6,54).
Vid tävlingar i Doha 12 maj 2006 raderade Fasuba ut Frankie Fredericks afrikanska rekord från OS-finalen 1996 (9,86) då han noterade 9,85.

## Personbästa
| Gren               | Resultat | Vind      | Stad, datum                | Anmärkning        |
| ------------------ | -------- | --------- | -------------------------- | ----------------- |
| 100 meter          | 9,85     | +1,7 m/s  | Doha, 12 maj 2006          | Afrikanskt rekord |
| 200 meter          | 20,52    | +/- 0 m/s | Bryssel, 3 september 2004  |                   |
| 50 meter (inomhus) | 5,76     |           | Liévin, 28 februari 2004   |                   |
| 60 meter (inomhus) | 6,49     |           | Stuttgart, 3 februari 2007 |                   |